# 休·巴克
休·巴克（英語：Sue Barker，1956年4月19日—），生于佩恩顿，英国女子网球运动员，1973年成为职业球手。她曾获得1976年法国网球公开赛女子单打冠军。她于1984年退役。